# Tiamat (banda)
Tiamat é uma banda sueca pioneira do gothic metal europeu. Começou como uma banda de death metal em Estocolmo.

## História
As raízes do Tiamat estão no Treblinka, uma banda sueca formada em 1987. (O nome Treblinka vem de uma cidade da Polônia onde os nazis montaram o primeiro campo de concentração para matar judeus nas câmaras de gás). Depois de algumas demos a banda estava para lançar seu primeiro álbum, Sumerian Cry, quando tiveram de mudar às pressas o nome da banda para Tiamat.
Sumerian Cry, lançado por um pequeno selo inglês (C.M.F.T.), lembra bastante a sonoridade dos seus contemporâneos de Estocolmo; um death metal de velocidade variada, inspirado tanto no Slayer como no Autopsy; algumas passagens lentas, reminiscentes do Black Sabbath, e um timbre "serra-elétrica" de guitarra, que era uma marca registrada do Sunlight Studos.
Com uma ajudinha dos amigos do Unleashed, o grupo se muda para a Century Media e lança The Astral Sleep. Logo de cara vemos que as mudanças sonoros do segundo álbum são radicais. O som está agora muito mais puxado para o Metallica e o Celtic Frost. Também não vemos os blast beats e as temáticas satânicas de outrora. Temos agora também a presença constante de violões e teclados, dando um clima mais intimista e "sofisticado" ao que era antes pura bile e agressão.  
Clouds segue o mesmo caminho, com uma produção melhor e músicas mais maduras. Um ano depois lançam The Sleeping Beauty, um EP gravado ao vivo em Tel-Aviv (Israel).
O pico precoce de sua carreira foi Wildhoney, e por um momento foram a prioridade da Century Media. Nessa época a banda saiu em turnê pela Europa com o Type O Negative, o grande nome do Metal gótico americano. Em 1995 foi a vez deles abrirem a turnê do Black Sabbath e Motörhead nos Estados Unidos.
Depois do mal-recebido Deeper Kind of Slumber - que estava para  R.E.M. e Tricky do que Heavy metal - a banda "estacionou" num Gothic metal padrão, com ocasionais vislumbres musicais (a música "Brighter than the Sun", p. ex).